# Gorgora Nova

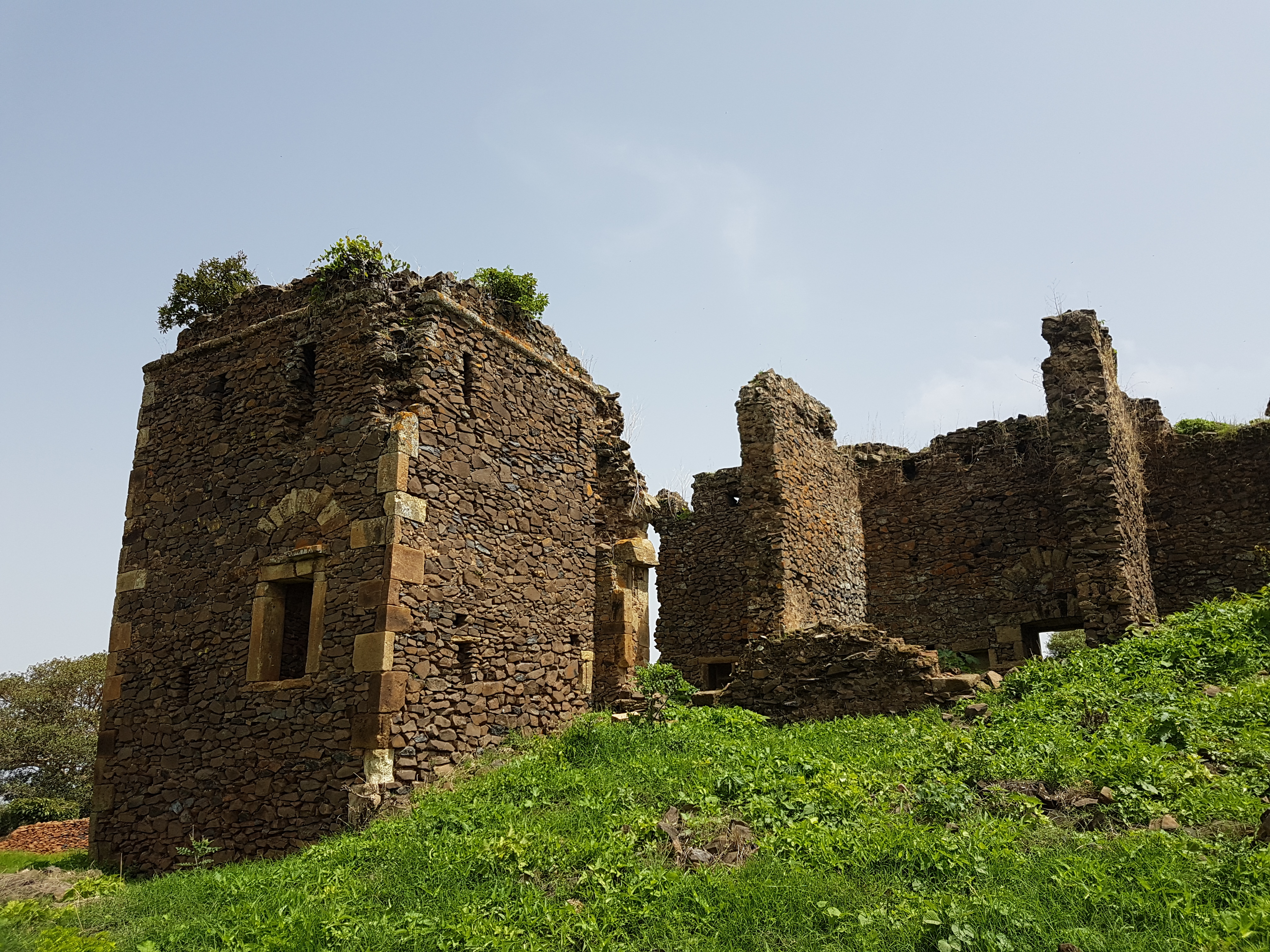
Ruínas jesuítas em Gorgora Nova

Em Gorgora Nova, situada a cerca de 11 km a oés-sudoeste da atual cidade etíope, de Gorgora, os missionários jesuítas portugueses que se estabeleceram na região de Dambiá, nas margens do lago Tana, durante o reinado do imperador Suzenio, fizeram erguer, no início do século XVII, sob a direção de Pero Pais uma imponente igreja católica de nave única, ao estilo barroco.
A igreja e construções anexas encontram-se atualmente em ruínas após os séculos de abandono que se seguiram à expulsão dos jesuítas pelo imperador Fasilides.